# Marcin Dzieński
Marcin Dzienski (polsky: Marcin Dzieński, * 22. ledna 1993 Tarnów) je polský reprezentant ve sportovním lezení (klub: AZS PWSZ Tarnów). Mistr světa, Evropy a Polska, vítěz světového a Polského poháru v lezení na rychlost.
Vyhrál také 1. Akademické mistrovství Evropy, na 1. Akademickém mistrovství světa skončil druhý, dvakrát juniorský vicemistr světa.

## Výkony a ocenění
- 2016: nominace na Světové hry 2017 ve Vratislavi za vítězství na MS (5.83 s)
- říjen 2016: sportovec měsíce IWGA[2]

### Závodní výsledky
| Mistrovství světa | Mistrovství světa | Mistrovství světa | Mistrovství světa |
| Rok               | 2014              | 2016              | 2018              |
| ----------------- | ----------------- | ----------------- | ----------------- |
| Rychlost          | 5                 | 1                 | 10                |

| Světový pohár | Světový pohár | Světový pohár | Světový pohár | Světový pohár | Světový pohár |
| Rok           | 2014          | 2015          | 2016          | 2017          | 2018          |
| ------------- | ------------- | ------------- | ------------- | ------------- | ------------- |
| Rychlost      | 3             | 4             | 1             | 10            | 26            |
| jednotlivě*   |               |               |               |               |               |
|               |               |               |               |               |               |
| Kombinace     |               |               |               | 37            |               |

* poznámka: nalevo jsou poslední závody v roce;
v roce 2017 se kombinace počítala i za jednu disciplínu
| Akademické mistrovství světa | Akademické mistrovství světa |
| Rok                          | 2016                         |
| ---------------------------- | ---------------------------- |
| Rychlost                     | 2                            |

| Mistrovství Evropy | Mistrovství Evropy | Mistrovství Evropy | Mistrovství Evropy |
| Rok                | 2013               | 2015               | 2017               |
| ------------------ | ------------------ | ------------------ | ------------------ |
| Rychlost           | 2                  | 3                  | 1                  |

| Mistrovství Polska | Mistrovství Polska | Mistrovství Polska | Mistrovství Polska | Mistrovství Polska |
| Rok                | 2013               | 2014               | 2015               | 2016               |
| ------------------ | ------------------ | ------------------ | ------------------ | ------------------ |
| Rychlost           | 1                  | 1                  | 2                  | 1                  |

| Akademické mistrovství Evropy | Akademické mistrovství Evropy |
| Rok                           | 2015                          |
| ----------------------------- | ----------------------------- |
| Rychlost                      | 1                             |

| Mistrovství světa juniorů | Mistrovství světa juniorů | Mistrovství světa juniorů |
| Rok                       | 2010 kat. A               | 2011 junioři              |
| ------------------------- | ------------------------- | ------------------------- |
| Rychlost                  | 2                         | 2                         |

| Mistrovství Evropy juniorů | Mistrovství Evropy juniorů |
| Rok                        | 2012 junioři               |
| -------------------------- | -------------------------- |
| Rychlost                   | 3                          |

| Evropský pohár juniorů | Evropský pohár juniorů |
| Rok                    | 2012 junioři           |
| ---------------------- | ---------------------- |
| Rychlost               | 3                      |
| jednotlivě*            |                        |

* poznámka: nalevo jsou poslední závody v roce